# 黎明角龍屬

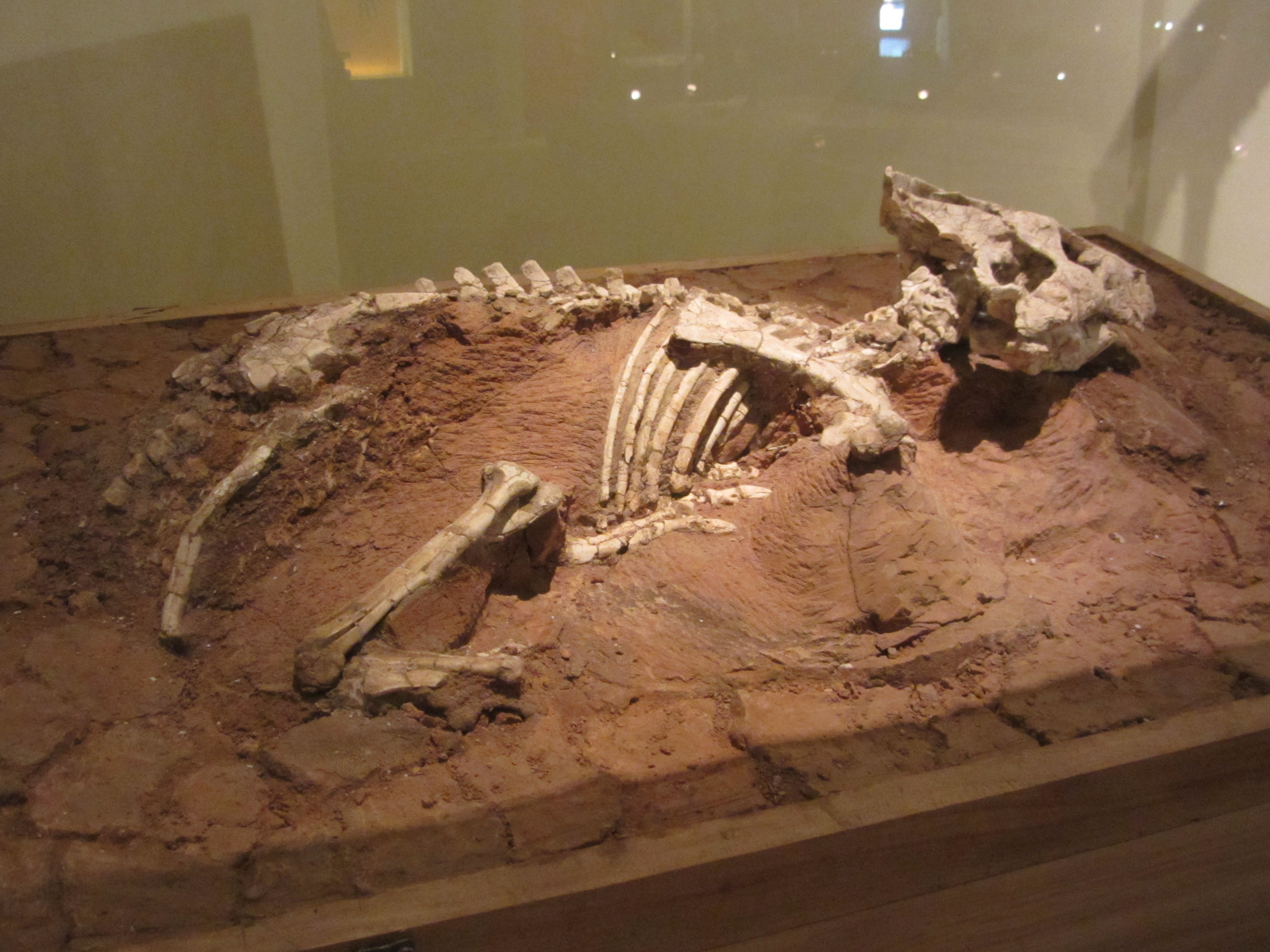
皺紋黎明角龍化石產狀

黎明角龍屬（屬名：Auroraceratops）又譯曙光角龍，是種基礎新角龍類恐龍。生存於早白堊紀阿普第階的中國新民堡群，於2004年出土，由尤海魯、李大慶、季強、Matthew C. Lamanna、Peter Dodson等人於2005年正式命名。黎明角龍的重要性在於，牠們是亞洲第一個發現的大型角龍類恐龍。

## 詞源
曙光角龍目前只有一個種，模式種是皺紋黎明角龍（A. rugosus），又譯皺紋曙光角龍，屬名中的Aurora意為「黎明」，意指該恐龍在早期角龍類的重要性，也同時以命名者之一的彼得·達德森（Peter Dodson）的妻子Dawn Dodson為名。種名rugosus在拉丁語中意為「表面不平的」，意指該恐龍的淚骨突起，而使得頭部、頜部表面看起來凹凸不平。

## 發現與物種
模式標本（編號IG-2004-VD-001）是目前唯一的標本，包含一個接近完整的亞成年顱骨，只缺乏喙骨與頭頂頭盾。該標本發現於中國甘肅省馬鬃山公婆泉盆地的新民堡群。黎明角龍是馬鬃山地區所發現的第二種原始新角龍類，第一個為古角龍。

## 敘述
大部分的新角龍類具有長而狹窄的口鼻部，但黎明角龍的口鼻部較短、較寬。顱骨長達20公分，相當平坦、寬廣。前上頜骨具有至少兩對長牙，牙齒上有紋路。頭部的隆起處分別位於眼睛的前方，以及下頜的兩頰，而生前可能覆蓋者角質。這些隆起處可能作為物種內的展示物使用。這些隆起處不太可能作為抵抗掠食者使用。另一個可能的功能則是作為物種內的打鬥行為，可能為了求偶或是爭執。
黎明角龍是種原始新角龍類，但有古角龍與遼寧角龍沒有的衍化特徵，因此為該演化支的一個分支。

## 外部連結
- 黎明角龍 Dinodata]
- 角龍下目 The Thescelsosaurus!